# 시오텐 노부타카

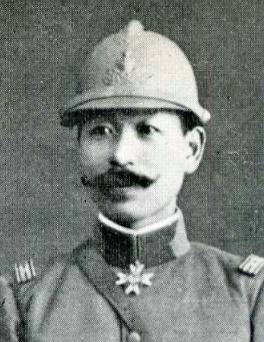
시오텐 노부타카

시오텐 노부타카(일본어: 四王天延孝, 1879년 9월 2일 - 1962년 8월 8일)는 일본의 육군 군인, 정치가이다. 최종 계급은 육군 중장으로, 중의원 의원을 지냈다. 반유대주의와 유대인 음모론을 역설했으며 유대인 음모론 관련 서적인 시온 장로 의정서의 일본어 번역을 행하였다. 우익 단체 고쿠혼샤(国本社)의 이사 및 일본반유대협회 회장직 또한 맡았다. 제2차 세계대전 이후인 1945년 12월 A급 전범 용의로 체포되나 공직추방을 당한 후 1947년 석방되었다.

## 같이 보기
- 반유대주의
- 시온 장로 의정서